# Nopcsa család

A báró felső-szilvási Nopcsa család címere

Nopcsa család (felső-szilvási, báró) Hunyad vármegye ősi nemzetségei közé tartozott. A család származását a Hunyad vármegyei nemesi származású Szilvási családból veszi.

## Története
1367-ből ismert a család Iván nevü tagja, aki Miklós erdélyi vajdától Hunyad vármegye hátszegi kerületében új adományt nyert ősi birtokaira. Iván unokája Nopcsa volt, kitől a család nevét vette, s melyet a Hunyadiak kora óta visel.
A család tagjai Hunyad vármegyében századokon át viseltek megyei hivatalokat:
- I. Elek

- 1794. erdélyi kincstárnok, Péter alispán ágán pedig (1771) II. Elek erdélyi főkancellár s báró, László szinte báró s Hunyad vármegyei főipán lett, kinek egyik fia Ferenc báró 1861-ben ugyancsak főispán volt.
I. Elek - miközben 1790-ben az erdélyi országgyűlésen Hunyad vármegye követe volt, többek között Erdély részére büntető törvénykönyv készítésével is meg volt bízva 
- 1794. kir. táblai ülnök, kincstári tanácsos, majd igazgató főügyész és végül kincstárnok lett, de fiágában kihalt.
Ferenc fiai: II. Elek és László tartották fenn a magas hivatalokra emelkedett családot. Nopcsa László unokája volt Nopcsa Ferenc a világhírű tudós is.
- II. Elek

- Szintén Hunyad vármegyében kezdte hivatali pályáját, nagy tehetsége és ismeretei folytán 1816-ban főispán, 1819-ben kormányszéki, 1822-ben udvari tanácsos, 1831-ben a Szent István-rend keresztese, 1832-ben királyi táblai elnök, 1834-ben az országos rendek elnöke, végül 1837-ben erdélyi udvari főkancellár és belső titkos tanácsos lett, 1844-ben pedig a Lipót-rend nagy keresztese lett. 1855-ben - nyugalomba vonulása után - mint a Szent István- és Lipót-rendek vitéze, osztrák birodalmi bárói rangot nyert, ami testvérére, a hunyadi főispán Lászlóra is kiterjedt. Ennek fia és a hunyadi főispánságban 1861 óta követője volt III. Ferenc báró.
- Nopcsa Ferenc báró (III.)

1815 március 14-én született Hunyad vármegyében, a Farkadinban fekvő családi birtokon. A bécsi Teréziánumban katonai részesült katonai nevelésben. 1834-ben a Schwarzenberg herceg nevét viselő dsidásezredben lett hadnagy, 1836-ban pedig a Radetzky huszárezredben főhadnagy, majd kapitány, és a Szent Móric- és Lázár-rend lovagja. 1840-1843 között pedig Károly Ferdinánd főherceg udvari kamarása lett. Ez utóbbi éveiben a katonai szolgálatot elhagyva, hosszabb utazásokat tett külföldön. Olaszországban különösen sokáig tartózkodott, közben Velencében levéltári kutatásokat tett, a magyar történetíráshoz gyüjtött adatokat. 1861-ben az alkotmányos megyék helyreállításával Hunyad vármegye főispánjává nevezték ki atyja helyébe, aki e hivatalt 1867-ig viselte. 1867-ben a magyar alkotmányos minisztérium megalakulása után a király oldala melletti minisztériumba lépett mint államtitkár, de ez állásától nemsokára Erzsébet királyné főudvarmesterévé hívták meg, s itt valóságos belső titkos tanácsosi méltóságot és 1873-ban a Lipót-rend nagykeresztjét nyerte. A főrendiház újjáalkotása után pedig annak élethossziglani tagjává nevezték ki.
- Nopcsa Elek báró (III.)

- Nopcsa László hunyadi főispán fia, aki 1848-ban született. Már nyolcéves korában a bécsi Teréziánumra került, ahol katonai nevelésben részesült, 1866-ban pedig már tiszt lett egy huszárezredben. Tisztként részt vett az 1866 évi hadjáratban, ahol megsebesülve fogságba esett és hosszasan feküdt betegen Csehországban. 1872-ben tartalékos lett, és átvette birtokait és az általa épített szacsali kastélyban lakva, részt vállalt a megye életében. 1887-ben, majd 1892-ben országgyűlési képviselővé választották. 1895-től, Zichy Géza gróf visszavonulása után, a Magyar Nemzeti Színház és Opera kormánybiztosa volt.

## A család címere leírása
Bárói címer: Hasított pajzs; jobbról arany mezőben zöld hármas halom középsőjén könyöklő páncélos kar, markában arany markolatú kivont kardot tart, melyre levágott török-fej van szúrva, a könyökhajlásban kitárt szárnyú természetes színű holló, csőrében vörös ékköves arany gyűrűt tart; balról kék mezőben zöld hármas halom ágaskodó arany griff; sisakdísz: a pajzsbeli kar, a karddal és hollóval; takaró: arany-fekete, arany-kék; pajzstartó: két befelé néző arany griff.